# Bobby Noble
Bobby Noble (Reddish, Inglaterra; 18 de diciembre de 1945-22 de agosto de 2023) fue un futbolista británico que jugó en la posición de defensa.

## Carrera
Jugó toda su carrera con el Manchester United FC de 1962 a 1970, donde debutó en 9 de abril de 1962 en una derrota por 1-2 ante el Leicester City FC en Old Trafford. Fue campeón nacional en una ocasión en 1967, pero sufrió un accidente automovilístico justo antes de que el club fuera el campeón de liga.
Luego de sobrevivir al accidente decide regresar al fútbol, pero la gravedad de sus lesiones le impidieron regresar en buenas condiciones y decidió retirarse en 1970.

## Logros
- FA First Division (2): 1964/65, 1966/67
- FA Cup (1): 1962/63
- Community Shield (2): 1965, 1967
- Copa Europea (1): 1967/68